# Caerostris
Caerostris is een geslacht van spinnen uit de  familie van de wielwebspinnen (Araneidae). Tot dit geslacht behoort de enkel in Madagaskar voorkomende Caerostris darwini, die het grootst bekende spinnenweb ter wereld maakt.

## Soorten
- Caerostris corticosa Pocock, 1902
- Caerostris cowani Butler, 1882
- Caerostris darwini Kuntner & Agnarsson, 2010
- Caerostris ecclesiigera Butler, 1882
- Caerostris extrusa Butler, 1882
- Caerostris hirsuta (Simon, 1895)
- Caerostris indica Strand, 1915
- Caerostris mayottensis Grasshoff, 1984
- Caerostris mitralis (Vinson, 1863)
- Caerostris sexcuspidata (Fabricius, 1793)
- Caerostris sumatrana Strand, 1915
- Caerostris vicina (Blackwall, 1866)

### Afbeeldingen

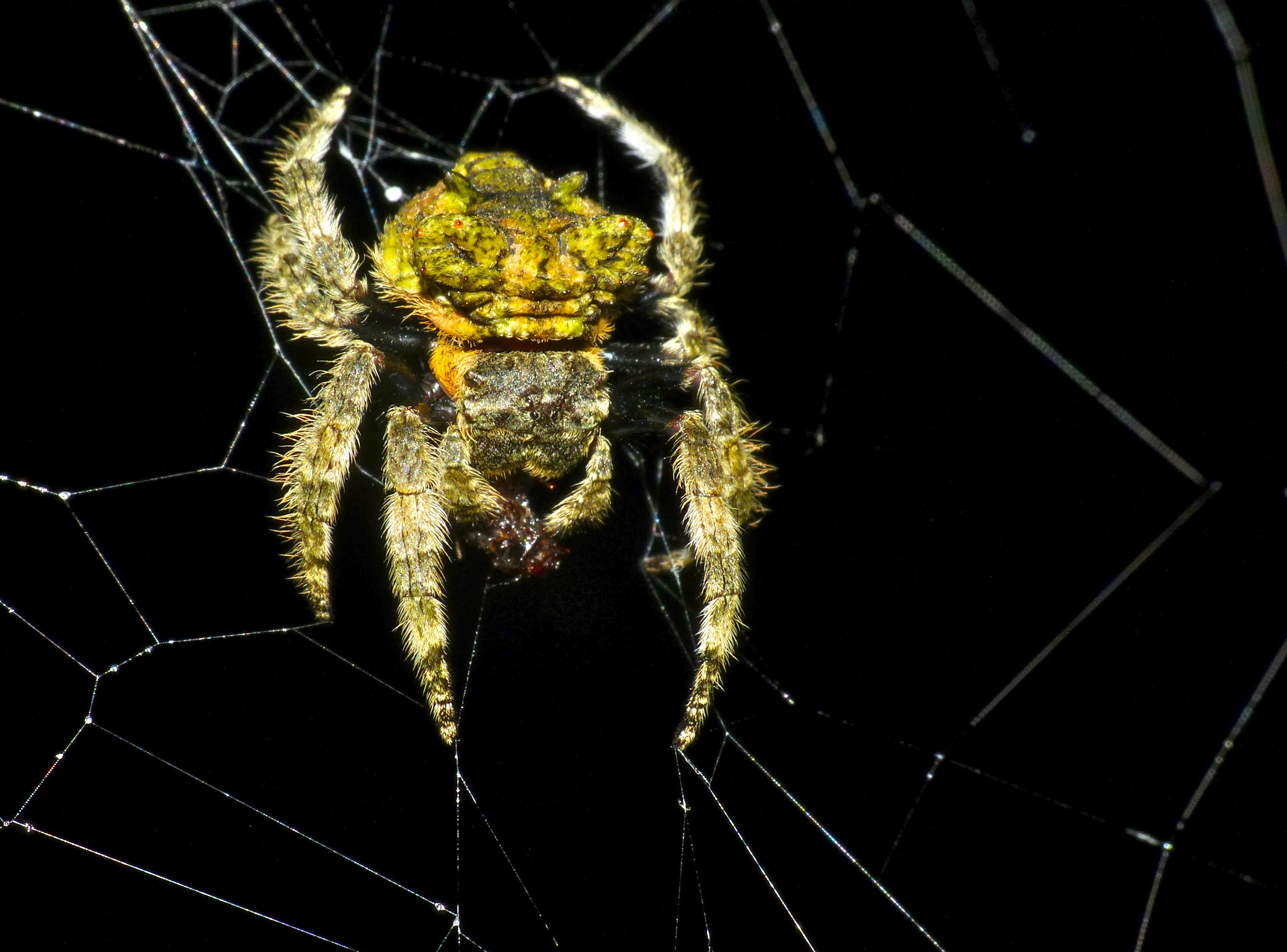
Caerostris sexcuspidata
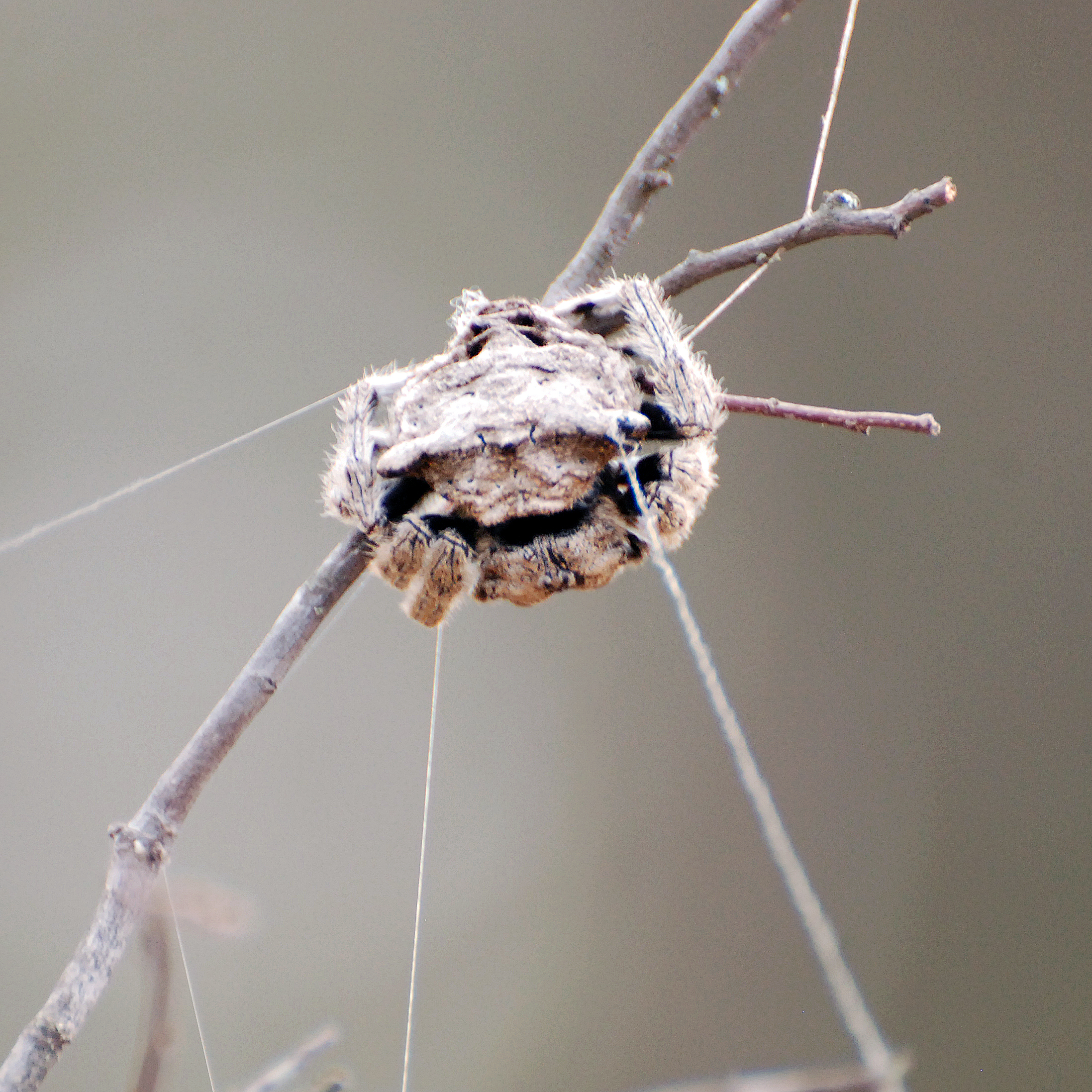
Caerostris darwini
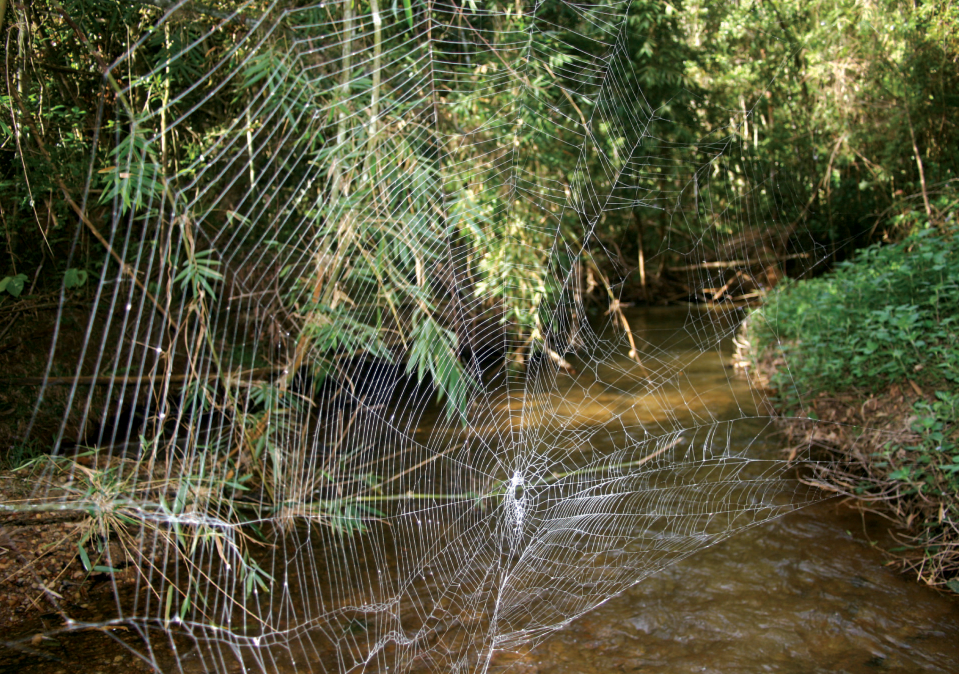
Web van Caerostris darwini in het nationaal park Ranomafana.